# Élection présidentielle américaine de 2020 au Minnesota
L'élection présidentielle américaine de 2020 au Minnesota a eu lieu le 3 novembre 2020 comme dans les 49 autres États ainsi que dans le district de Columbia. Les électeurs minnesotais choisissent des grands-électeurs pour les représenter dans le collège électoral à travers un vote populaire. L'État du Minnesota détient 10 grands-électeurs. L'État donne tous ses grands électeurs en faveur de Joe Biden et participe ainsi à la victoire de ce dernier.

## Résultats
| Candidats et colistiers  | Candidats et colistiers     | Partis           | Vote populaire | Vote populaire | Grands électeurs |
| Candidats et colistiers  | Candidats et colistiers     | Partis           | Voix           | %              | Voix             |
| ------------------------ | --------------------------- | ---------------- | -------------- | -------------- | ---------------- |
|                          | Joe Biden Kamala Harris     | Démocrate        | 1 716 207      | 52,39 %        | 10               |
|                          | Donald Trump Mike Pence     | Républicain      | 1 483 551      | 45,29 %        | 0                |
|                          | Jo Jorgensen Spike Cohen    | Libertarien      | 34 948         | 1,07 %         | 0                |
|                          | Howie Hawkins Angela Walker | Vert             | 10 028         | 0,31 %         | 0                |
|                          | Autres candidats            | Autres candidats | 30 992         | 0,94 %         | 0                |
|                          |                             |                  |                |                |                  |
| Total                    | Total                       | Total            | 3275736        | 100            | 10               |
| Abstention               |                             |                  |                |                |                  |
| Inscrits / participation |                             |                  |                |                |                  |

## Analyse
|                                                   | Comté(s) | Pourcentage |
| ------------------------------------------------- | -------- | ----------- |
| Comté le plus démocrate                           | Ramsey   | 70,5        |
| Comté le moins démocrate                          | Morrison | 22,3        |
| Comté le plus républicain                         | Morrison | 75,8        |
| Comté le moins républicain                        | Ramsey   | 26,1        |
| Comté(s) démocrate en 2016 et républicain en 2020 | -        |             |
| Comté(s) républicain en 2016 et démocrate en 2020 | -        |             |